# PolskiBus.com
PolskiBus — колишня польська автотранспортна компанія зі штаб-квартирою у Варшаві, що здійснювала міжміські та міжнародні пасажирські автоперевезення. Один із провідних лоукост-операторів європейського ринку автобусних перевезень.

## Історія
Компанія зі шотландськими інвестиціями «PolskiBus» заснована 2010 року. З 2011 року на європейському ринку пасажирських перевезень. Була складовою «Souter Holdings Poland sp. z o.o.», дочірньої компанії шотландської «Highland Global Transport». За даними 2012 року компанія перевозила 100 000 пасажирів на місяць. Станом на 2014 рік компанією перевезено 5 млн пасажирів. У 2015 році компанія відзначена Європейською бізнес-премією у категорії «Національний лідер». До 2016 року перевезено більше 16 млн пасажирів.
18 грудня 2017 року було оголошено про злиття компанії з німецьким автоперевізником «FlixBus». У травні 2018 року здійснено ребрендинг автобусного парку на «FlixBus» та юридична ліквідація «PolskiBus».

## Діяльність як PolskiBus.com

### Частка ринку
За даними компанії, в середині 2012 року її послугами користувалися понад 100 000 пасажирів на місяць. Наприкінці 2012 року було надано інформацію про те, що перевізник перевіз 2 мільйони пасажирів з часу початку діяльності (у 2011 році 800 мільйонів людей загалом користувалися автобусним транспортом, а перевезення на відстані понад 150 км складають близько 2 % ринку). У середині січня 2014 року перевізник заявив, що з початку своєї діяльності перевіз 5 мільйонів пасажирів, з них 1 мільйон — у період з середини вересня 2013 року до середини січня 2014 року. У листопаді заявлено, що вже перевещено 10 мільйонів пасажирів за 3,5 роки перевезень. У січні 2016 року цей показник перевищив 16 мільйонів пасажирів.
Перевізник був нагороджений національною відзнакою в рамках премії європейського бізнесу 2014/15 у категорії «Премія за вибір клієнтів». Відзнака надається з умовою особливого врахування потреб клієнтів під час наданих послуг, а також для того, щоб підприємство динамічно розвивалося.

### Маршрутна сітка
| Номер | Маршрут |
| ----- | --- |
| P1    | Варшава – Млава – Оструда – Ельблонг – Гданськ |
| P2    | Варшава – Плоцьк – Влоцлавек – Торунь – Бидгощ |
| P3    | Варшава – Лодзь – Познань – Берлін Шенефельд – Берлін ZOB                                                                                                 |
| P4    | Варшава – Лодзь – Вроцлав – Прага |
| P5    | Варшава – Ченстохова – Катовиці – Брно – Відень – Братислава                                                                                              |
| P6    | Варшава – Радом — Кельці — Краків — Закопане Варшава – Радом – Кельці – Краків – Катовиці – Прага Варшава – Радом – Кельці – Краків – Доновали – Будапешт |
| P7    | Варшава – Люблін |
| P10   | Варшава – Радом – Островець-Свентокшиський – Сандомир – Ряшів                                                                                             |
| P12   | Гданськ – Торунь – Лодзь – Ченстохова – Катовиці – Краків – Катовиці – Брно – Відень Гданськ – Торунь – Лодзь – Ченстохова – Катовіце – Краків – Ряшів    |
| P13   | Гданськ – Бидгощ – Познань – Лешно – Вроцлав – Прага |
| P14   | Берлін ZOB – Берлін Шенефельд – Вроцлав – Катовиці – Краків – Ряшів Вроцлав – Катовиці – Краків – Будапешт Краків – Вроцлав                               |
| P15   | Вроцлав – Катовиці |
| P16   | Берлін ZOB – Берлін Шенефельд – Вроцлав – Катовиці – Краків – Закопане                                                                                    |
| P22   | Ряшів – Тарнів – Краків – Катовиці – Брно – Відень |
| P24   | Гданськ – Торунь – Познань – Берлін Шенефельд – Берлін ZOB                                                                                                |
| P30   | Варшава – Радом – Скаржисько-Каменна – Кельці |
| P33   | Варшава – Радом – Кельці – Краків – Криниця-Здруй |

## Автопарк

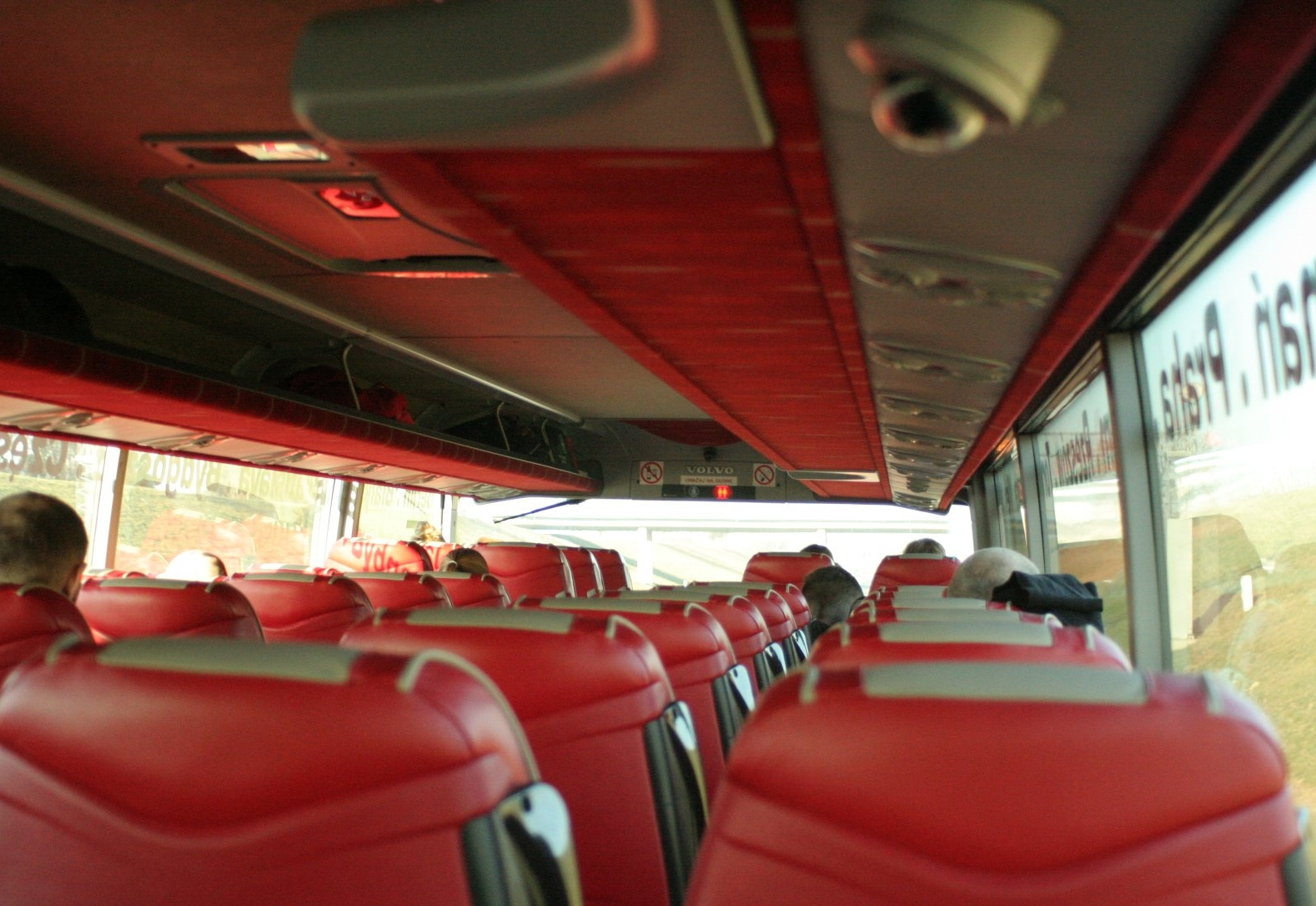
Салон автобуса «Polski Bus» сполученням Варшава – Ельблонг.

До серпня 2014 року всі маршрути перевізника обслуговували автобуси Van Hool бельгійського виробництва на 70 та 89 місць. З 20 серпня 2014 року до парку компанії включено автобуси Plaxton Elite на шасі Volvo B11R з 75 місцями для пасажирів.
На борту кожного транспортного засобу пасажири мали доступ до безкоштовного інтернету, електричних розеток, розташованих під кожним сидінням, а також кондиціонерів та відкидних шкіряних крісел. Автобуси також були обладнанні для пасажирів з обмеженими можливостями.
| Модель                   | Кількість місць | Рік випуску | Кількість |
| ------------------------ | --------------- | ----------- | --------- |
| Van Hool TD921 Altano    | 70              | 2011        | 23        |
| Van Hool TD927 Astromega | 89              | 2012        | 19        |
| Van Hool TDX27 Astromega | 89              | 2013        | 32        |
| ADL Plaxton Elite        | 75              | 2014        | 45        |
| Всього:                  | Всього:         | Всього:     | 119       |

## Інтеграція з «FlixBus»

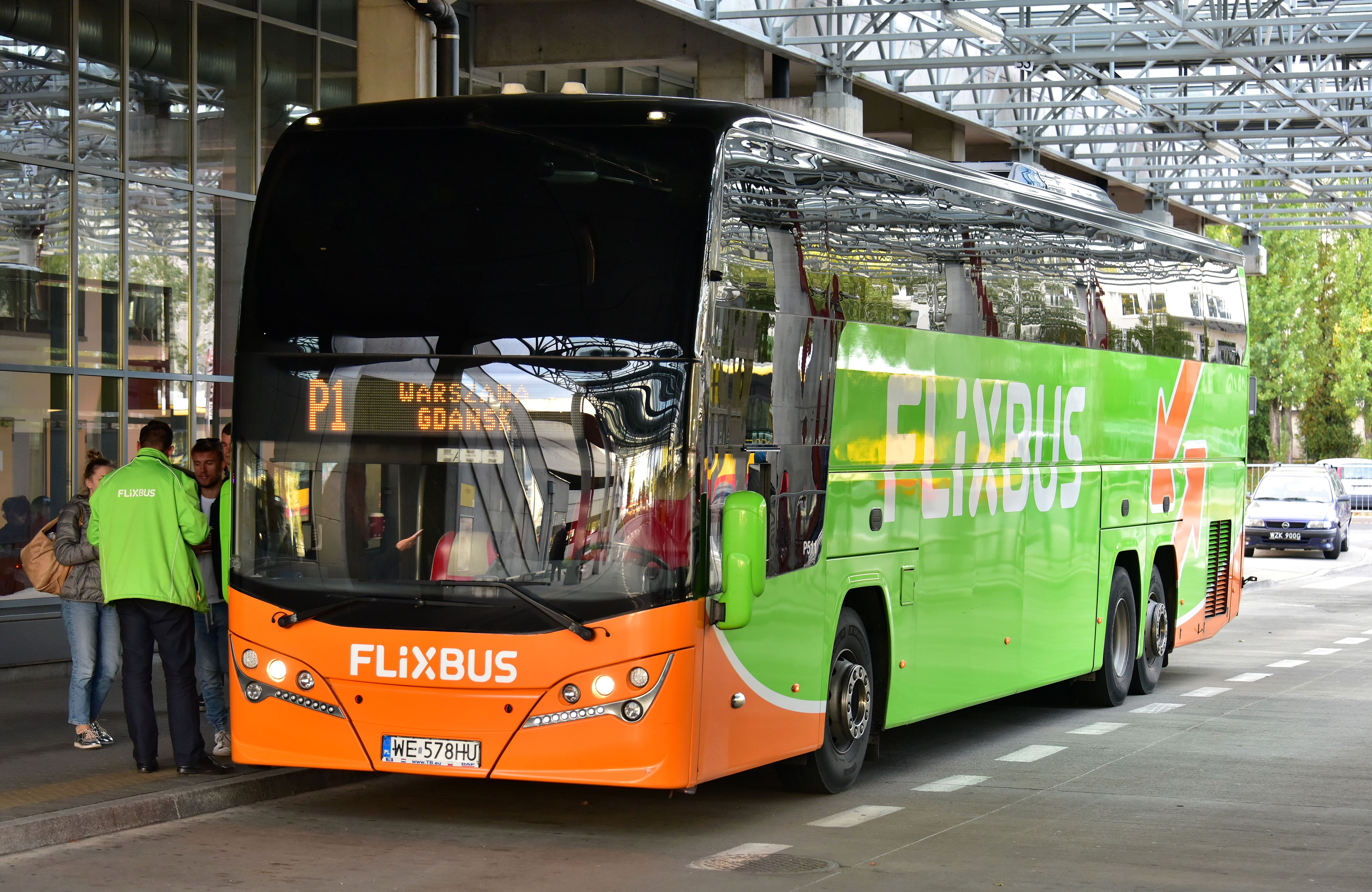
Автобус ADL Plaxton Elite компанії «Souter Holdings Poland» у корпоративних кольорах «FlixBus» на маршруті Варшава — Гданськ.

У 2016 році «PolskiBus.com» налагодив співпрацю з німецьким перевізником «FlixBus». У рамках співпраці через сервіси «FlixBus» були продані квитки на міжнародні маршрути «PolskiBus.com», у свою чергу «PolskiBus» продавав квитки на маршрути «FlixBus», підключені до трансферу в Берліні, в тому числі до Цюріха, Амстердама та Бонна.
18 грудня 2017 року маршрутну сітку та партнерський пакет «PolskiBus.com» перейшов до «FlixBus». У 2018 році здійснений процес ребрендингу, під час якого червоні автобуси перефарбовано у зелений та оранжевий кольори «FlixBus», змінювалася система пошуку сполучень та продажу квитків, інтегруючи його у вебсайт «FlixBus». Старіші транспортні засоби були пристосовані до вимог нового перевізника — збільшувався простір між сидіннями. Сітка маршрутів була змінена шляхом введення нових графіків. «Souter Holdings Poland» став лише субпідрядником та партнером «FlixBus Polska Sp. Z o.o.», до числа яких ввійшов ще цілий ряд перевізників.
Маршрути «FlixBus» у Польщі, які обслуговуються «Souter Holdings Poland» (SHP), обслуговуються автобусами, які раніше працювали на PolskiBus.com. Через вимогу «FlixBus» що вік рухомого складу не може перевищувати 7 років більша частина парку перевізників була виведена з експлуатації у 2018 та 2019 роках. У січні 2020 року було оголошено, що останні автобуси, що належать SHP, зникнуть з польських доріг до 1 квітня цього року. Обслуговування цих маршрутів візьмуть на себе інші перевізники з новим автобусним парком, тоді як SHP повністю припинить свої транспортні операції в Польщі.